# Letícia Sabatella
Letícia Sabatella (Belo Horizonte, 8 de março de 1971) é uma atriz e cantora brasileira.

## Vida pessoal
Letícia tinha dois anos de idade quando sua família se mudou de Belo Horizonte para a cidade mineira de Volta Grande, indo residir na vila da Usina Hidrelétrica de Volta Grande. Lá seu pai era engenheiro na usina. Ela conta que aprendeu a gostar da natureza nesse lugar cheio de verde e de pessoas de diferentes nacionalidades.
Mudando-se para Curitiba, viveu nessa cidade dos quatro aos vinte anos. Frequentou o Colégio Estadual do Paraná e começou a se interessar por arte, tendo feito cursos de balé e teatro.
Letícia conta que seu amadurecimento custou caro e veio com três experiências dolorosas: A primeira foi a morte por leucemia de seu primeiro namorado, em sua adolescência. A segunda foi o nascimento prematuro de sua única filha, Clara Sabatella Lopes, que veio ao mundo de cesariana, em Belo Horizonte, no dia 4 de janeiro de 1993, com apenas 27 semanas de gestação, o que a obrigou a frequentar o hospital por três meses, em companhia do marido Ângelo Antônio. A terceira difícil experiência de sua vida foi seu divórcio, ocorrido em 2003, o que a levou a procurar ajuda psicológica e espiritual.

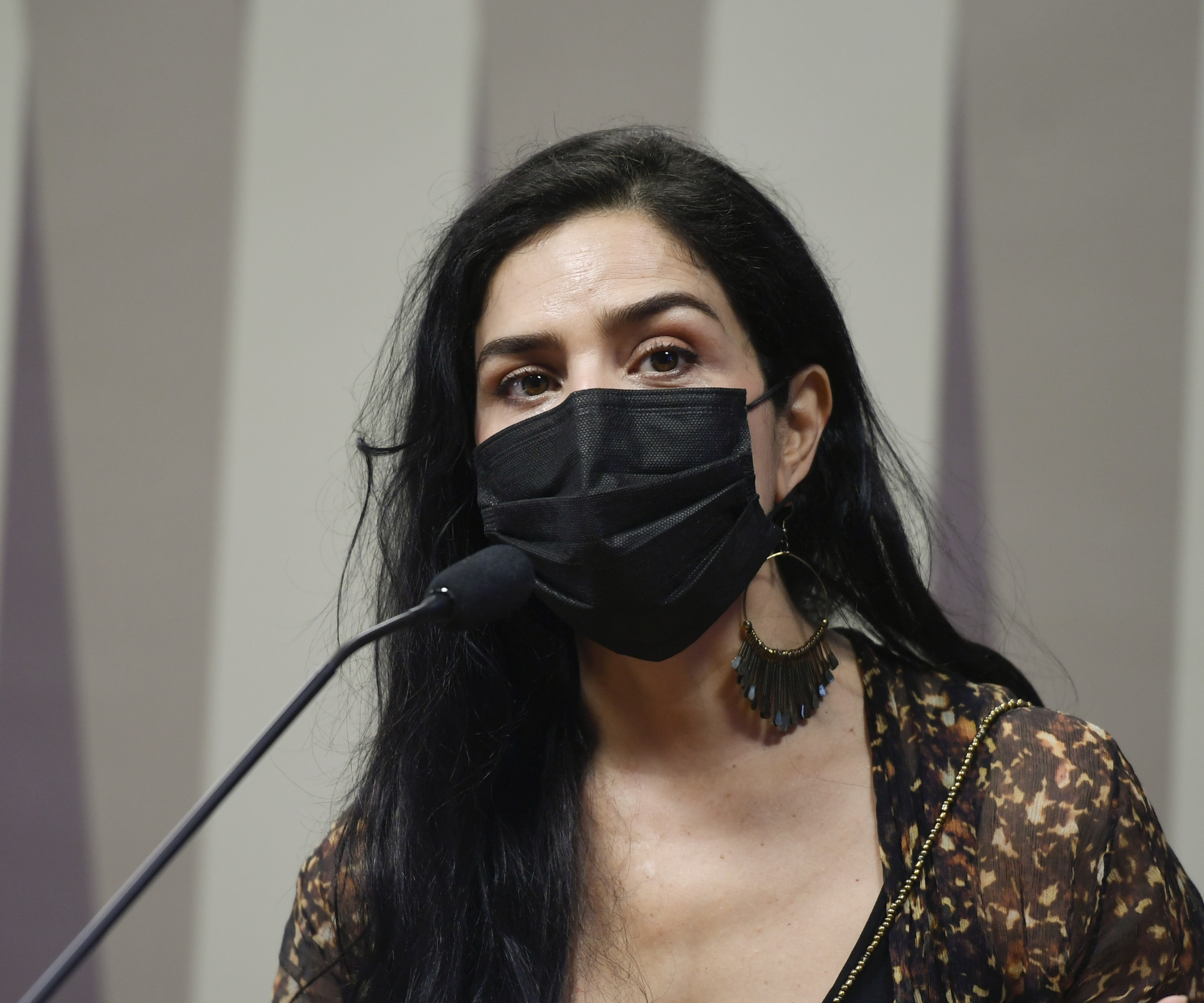
Sabatella durante audiência pública interativa realiza pela Comissão de Meio Ambiente (2022)

Sua consciência política surgiu cedo na vida e foi reforçada pela companhia de pessoas como Frei Beto e Herbert de Souza, que lhe mostraram a importância de ser uma celebridade para algo mais do que ganhar dinheiro. Seu engajamento se tornou tão forte que chegou a conviver com os índios  craós (no Tocantins), como se fosse um deles, e a acampar com integrantes do Movimento dos Sem Terra para entender sua proposta. Além disso, participa de várias entidades, é presença constante em fóruns, levanta a voz em defesa dos direitos humanos e do meio ambiente.
No dia 8 de dezembro de 2007, esteve em Sobradinho, Bahia, visitando o bispo da cidade de Barra, Dom Luís Flávio Cappio, na igreja de São Francisco. O bispo fez greve de fome pela segunda vez, a primeira foi em Cabrobó, Pernambuco, em protesto contra a Transposição do rio São Francisco. Letícia faz parte da organização não-governamental Movimento Humanos Direitos.
A mineira costuma dizer que a religião não precisa ser um ópio, pode ser libertadora, mobilizadora e transformadora. Acredita que seu envolvimento em causas sociais a fez ganhar humanidade e consciência e também que só com uma reforma agrária a violência urbana diminuirá. Defende o MST, diz que os seus membros procuram conter excessos e desenvolveram uma interessante educação rural para crianças. Acusa a imprensa de ocultar informações como o trabalho escravo no Brasil. A atriz é vegetariana e também não consome açúcar.
No dia 16 de dezembro de 2013, casou-se com o ator Fernando Alves Pinto em São Paulo, após dois anos de namoro, numa cerimônia intimista para 350 convidados. O casamento terminou em 2019. Em 2019, começou um namoro com o ator Daniel Dantas.
Em 2023, afirmou ter sido diagnosticada tardiamente com autismo, aos 52 anos.

## Carreira

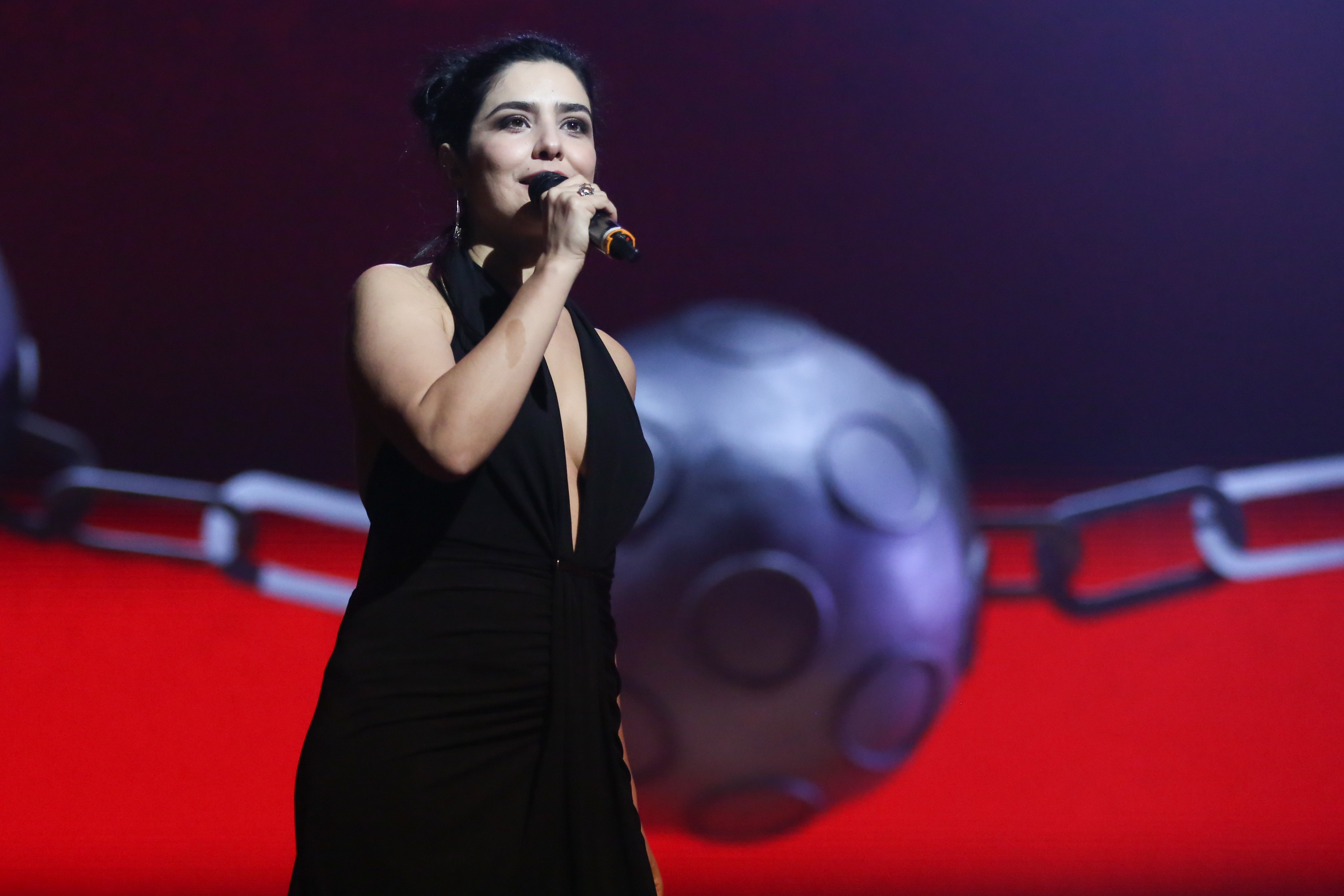
Letícia em 2015 no Espaço Cultural do Trem do Corcovado.

Ingressou em uma escola de arte dramática, mas só ficou por dois anos porque foi convidada para participar do especial Os Homens Querem Paz, após ter feito um teste na Rede Globo, em 1991.
Foi, então, escalada para O Dono do Mundo, quando despontou fazendo enorme sucesso. A partir daí passou a ser constantemente solicitada, demonstrando grande versatilidade e talento. Apaixonada por Arte e comprometida com a luta por justiça social e pelo meio ambiente, sempre esteve atenta aos Movimentos Populares e à Cultura Popular.
Em 1999, atuou como Anastácia em O Tronco, filme baseado em romance homônimo do escritor goiano Bernardo Élis.
Sua experiência com os índios a levou a iniciar uma carreira como cineasta. Em 2008, lançou o documentário Hotxuá. "Foram os índios que me pediram esse registro. Daí veio a ideia de falar sobre o Hotxuá, o palhaço sagrado, que tem a função de manter a autoestima da tribo e fazê-la superar as dificuldades através do humor", explicou. A atriz chegou a ser batizada pelos índios craós e uma das mulheres da tribo a adotou como filha, conforme manda seu ritual de integração à comunidade.
Em 2009, interpretou sua primeira vilã em novelas, a cruel Yvone na telenovela Caminho das Índias de Glória Perez. Em 2012, foi confirmada no filme The Mother War, filme estrangeiro que teria co-produção dos EUA e da Itália, no filme ela interpretaria a guerreira Anita Garibaldi.
Em 2013, retorna às novelas em Sangue Bom, na qual interpreta a elegante casamenteira Verônica. Em 2014, entra para o elenco de Sessão de Terapia, interpretando Bianca Cadore, uma professora de literatura que procura terapia para salvar seu casamento, com o marido, Tadeu, com quem vive uma relação doentia.
Em 2017, retorna às novelas em Tempo de Amar, na qual interpreta Delfina, a ardilosa governanta de José Augusto (Tony Ramos).
Em 2019, retorna ás novelas em Órfãos da Terra, na qual interpreta Soraya, primeira esposa do sheik Aziz (Herson Capri) e mãe de Dalila (Alice Wegmann).

## Filmografia

### Televisão
| Ano     | Título                               | Personagem                                        | Notas                               |
| ------- | ------------------------------------ | ------------------------------------------------- | ----------------------------------- |
| 1991    | Caso Especial                        | Rita                                              | Episódio: "Os Homens Querem Paz"    |
| 1991    | O Dono do Mundo                      | Taís Arruda Camargo                               | [ 27 ]                              |
| 1993    | Agosto                               | Salete Rodrigues                                  |                                     |
| 1993    | Caso Especial                        | Alice                                             | Episódio: "O Besouro e a Rosa"      |
| 1994    | 74.5: Uma Onda no Ar                 | Luiza                                             | [ 28 ]                              |
| 1995    | Irmãos Coragem                       | Maria de Lara Barros (Diana \| Márcia)            | [ 29 ]                              |
| 1996    | Você Decide                          | Barbara                                           | Episódio: "Testemunha de Acusação"  |
| 1996    | Caça Talentos                        | Flora                                             | Episódio: "Batons Mágicos"          |
| 1998    | Torre de Babel                       | Celeste Brummer Toledo                            | [ 30 ]                              |
| 1999    | Mulher                               | Lena                                              | Episódio: "A Bela Adormecida"       |
| 1999    | Você Decide                          | Isabel                                            | Episódio: "Trio em Lá Menor"        |
| 2000    | A Muralha                            | Anna Cardoso                                      |                                     |
| 2001    | Porto dos Milagres                   | Arlete Palmeirão                                  | Episódios: "6–15 de fevereiro"      |
| 2001    | O Clone                              | Latiffa El Adib Rachid                            | [ 32 ]                              |
| 2004    | Um Só Coração                        | Maria Luísa Borba                                 | [ 33 ]                              |
| 2005    | Hoje É Dia de Maria                  | Maria (adulta)                                    | [ 34 ]                              |
| 2005    | Hoje É Dia de Maria: Segunda Jornada | Alonsa \| Rosicler \| Asmodeia                    |                                     |
| 2005    | Tecendo o Saber                      | Marília                                           | Episódio: "A Cadeirante"            |
| 2006    | JK                                   | Marisa Soares                                     |                                     |
| 2006    | Páginas da Vida                      | Lavínia Resston (Irmã Lavínia)                    | [ 35 ]                              |
| 2007    | Desejo Proibido                      | Ana de Castro Fernandes                           | [ 36 ]                              |
| 2008    | Som Brasil                           | Apresentadora                                     |                                     |
| 2009    | Caminho das Índias                   | Yvone Magalhães Oliveira                          |                                     |
| 2010    | Afinal, o Que Querem as Mulheres?    | Flanneur                                          | Episódio: "16 de dezembro"          |
| 2012    | As Brasileiras                       | Monique                                           | Episódio: "A Apaixonada de Niterói" |
| 2012    | Guerra dos Sexos                     | Angelina                                          | Episódios: "27–30 de outubro"       |
| 2013    | Sangue Bom                           | Verônica Vasquez / Palmira Valente                |                                     |
| 2014    | Sessão de Terapia                    | Bianca Cadore                                     | Temporada 3                         |
| 2015    | Amorteamo                            | Arlinda                                           |                                     |
| 2015    | Malhação: Seu Lugar no Mundo         | Maria Loyola                                      | Episódios: "3–27 de novembro"       |
| 2016    | Liberdade, Liberdade                 | Antônia Maria do Espírito Santo                   | Episódios: "11–12 de abril"         |
| 2017    | Tempo de Amar                        | Delfina                                           |                                     |
| 2018–19 | Carcereiros                          | Erika Guimarães                                   |                                     |
| 2019    | Órfãos da Terra                      | Soraia Abdallah                                   | Episódios: "2–27 de abril"          |
| 2019    | Popstar                              | Participante                                      | Temporada 3                         |
| 2021    | Nos Tempos do Imperador              | Teresa Cristina de Bragança, Imperatriz do Brasil |                                     |

### Cinema
| Ano  | Título                                   | Personagem                       | Nota           |
| ---- | ---------------------------------------- | -------------------------------- | -------------- |
| 1994 | Dente por Dente                          | Júlia                            | Curta-metragem |
| 1997 | Decisão                                  | Laura                            | Curta-metragem |
| 1998 | Bela Donna                               | Dona Benta                       |                |
| 1999 | O Tronco                                 | Anastácia                        |                |
| 2001 | O Xangô de Baker Street                  | Esperidiana                      |                |
| 2002 | Durval Discos                            | Maria de Fátima da Silva "Célia" |                |
| 2006 | Vestido de Noiva                         | Lúcia/Mulher de véu              |                |
| 2007 | Não por Acaso                            | Lúcia                            |                |
| 2008 | Romance                                  | Ana                              |                |
| 2008 | Hotxuá                                   | Diretora                         |                |
| 2009 | Flordelis - Basta uma Palavra para Mudar | Eliane                           |                |
| 2010 | Chico Xavier                             | Maria                            |                |
| 2011 | Circular                                 | Cristina                         |                |
| 2013 | Eu Maior                                 | Ela mesma                        | Documentário   |
| 2014 | O Balé da Chuva                          | Eugênia                          | Curta-metragem |
| 2015 | Chatô, o Rei do Brasil                   | Maria Eudóxia                    |                |
| 2015 | Todas as Manhãs do Mundo                 | Água (voz)                       | Dublagem       |
| 2017 | Pedro Sob a Cama                         | Beth                             |                |
| 2017 | Encantados                               | Zezé                             |                |
| 2018 | O Colar de Coralina                      | Jacinta                          |                |
| 2018 | Querida Mamãe                            | Dr. Heloísa Queiroz (Helô)       |                |
| 2019 | Happy Hour - Verdades e Consequências    | Vera                             |                |
| 2019 | Legalidade                               | Blanca                           |                |

## Teatro
| Ano     | Título                             | Personagem |
| ------- | ---------------------------------- | ---------- |
| 1984    | No Jardim da Terra                 |            |
| 1985    | Um Pouco Antes do Caos             |            |
| 1987    | Coral Sinfônico do Paraná          |            |
| 1992    | Não Flor nem Fera                  |            |
| 1994    | Zé, Uma Cerimônia Teatral          |            |
| 1999    | Por um Novo Incêndio Romântico     |            |
| 2003    | Memorial do Convento               | Blimunda   |
| 2011    | Alma Boa de Lugar Nenhum           | Geni       |
| 2014–17 | Trágica 3                          | Antígona   |
| 2014–19 | Caravana Tonteria                  | Cantora    |
| 2016    | Haiti Somos Nós                    | Ela        |
| 2017–18 | A Vida em Vermelho – Brecht e Piaf | Édith Piaf |
| 2023    | Ilíada                             | [ 65 ]     |
| 2025    | Paixão de Cristo de Nova Jerusalém | Maria      |

## Música
| Ano  | Título                                            | Álbum                   |
| ---- | ------------------------------------------------- | ----------------------- |
| 2002 | "A Cigarra" (Elza Soares feat. Letícia Sabatella) | Do Cóccix até o Pescoço |

## Prêmios e indicações
| Ano  | Associações                                               | Categoria                           | Nomeações               | Resultado |
| ---- | --------------------------------------------------------- | ----------------------------------- | ----------------------- | --------- |
| 1992 | Troféu Imprensa                                           | Melhor Revelação                    | O Dono do Mundo         | Indicada  |
| 2002 | Melhores do Ano                                           | Melhor Atriz Coadjuvante            | O Clone                 | Venceu    |
| 2002 | Prêmio Contigo! de TV                                     | Melhor Atriz Coadjuvante            | O Clone                 | Venceu    |
| 2005 | Prêmio Arte Qualidade Brasil                              | Melhor Atriz de Televisão           | Hoje É Dia de Maria     | Indicada  |
| 2007 | Festival de Cinema da Lapa                                | Troféu Tropeiro                     | Homenagem               | Venceu    |
| 2009 | Premio Tudo De Bom - Jornal O Dia                         | Musa                                | Caminho das índias      | Venceu    |
| 2009 | Prêmio Extra de Televisão                                 | Melhor Atriz                        | Caminho das índias      | Venceu    |
| 2009 | Prêmio Revista Minha Novela                               | Melhor Vilã                         | Caminho das índias      | Venceu    |
| 2009 | Melhores do Ano - IG                                      | Melhor Vilã/Vilão                   | Caminho das índias      | Venceu    |
| 2009 | Prêmio Arte Qualidade Brasil                              | Melhor Atriz Coadjuvante            | Caminho das índias      | Indicada  |
| 2009 | Melhores do Ano                                           | Melhor Atriz Coadjuvante            | Caminho das índias      | Indicada  |
| 2009 | Festival do Paraná de Cinema Brasileiro Latino            | Prêmio Dina Sfat                    | —                       | Venceu    |
| 2011 | Prêmio Arte Qualidade Brasil                              | Melhor Atriz de Minissérie          | Chico Xavier            | Indicada  |
| 2013 | Prêmio Contigo! de TV                                     | Melhor Atriz de Série ou Minissérie | As Brasileiras          | Indicada  |
| 2013 | Prêmio Quem de Televisão                                  | Melhor Atriz Coadjuvante            | Sangue Bom              | Indicada  |
| 2014 | Prêmio APCA de Televisão                                  | Melhor Atriz                        | Sessão de Terapia       | Indicada  |
| 2014 | Prêmio F5                                                 | Atriz do Ano (serie ou minissérie)  | Sessão de Terapia       | Indicada  |
| 2014 | Prêmio Shell                                              | Melhor Trilha Sonora                | Trágica.3               | Indicada  |
| 2016 | Festival Internacional de Cinema Independente - Festicini | Melhor Atriz Coadjuvante            | O Balé da Chuva         | Indicada  |
| 2021 | Prêmio Área VIP                                           | Melhor Atriz                        | Nos Tempos do Imperador | Venceu    |
| 2021 | Prêmio APCA de Televisão                                  | Melhor Atriz                        | Nos Tempos do Imperador | Indicado  |